# Sam (Bénin)
Pour les articles homonymes, voir Sam.
Sam est un arrondissement situé dans le département de l'Alibori au Bénin. Il est placé sous juridiction administrative de la commune de Kandi.

## Histoire
Sam devient officiellement un arrondissement le 27 mai 2013 après la délibération et l'adoption par l'assemblée nationale du Bénin en sa séance du 15 février 2013 de la loi n° 2013-O5 du 15/02/2013 portant création, organisation, attributions et fonctionnement des unités administratives  locales en République du Bénin.

## Administration
Sam fait partie des dix arrondissements que compte la commune de Kandi. Dans l'arrondissement, on dénombre 12 villages :Bikongou, Bodérou, Bodérou-Peulh, Gbindarou, Sakatoussa, Sam, Sam-Gokirou, Sam-Peulh, Tankongou, Tankongou-dagourou, Téri, Wonga,.

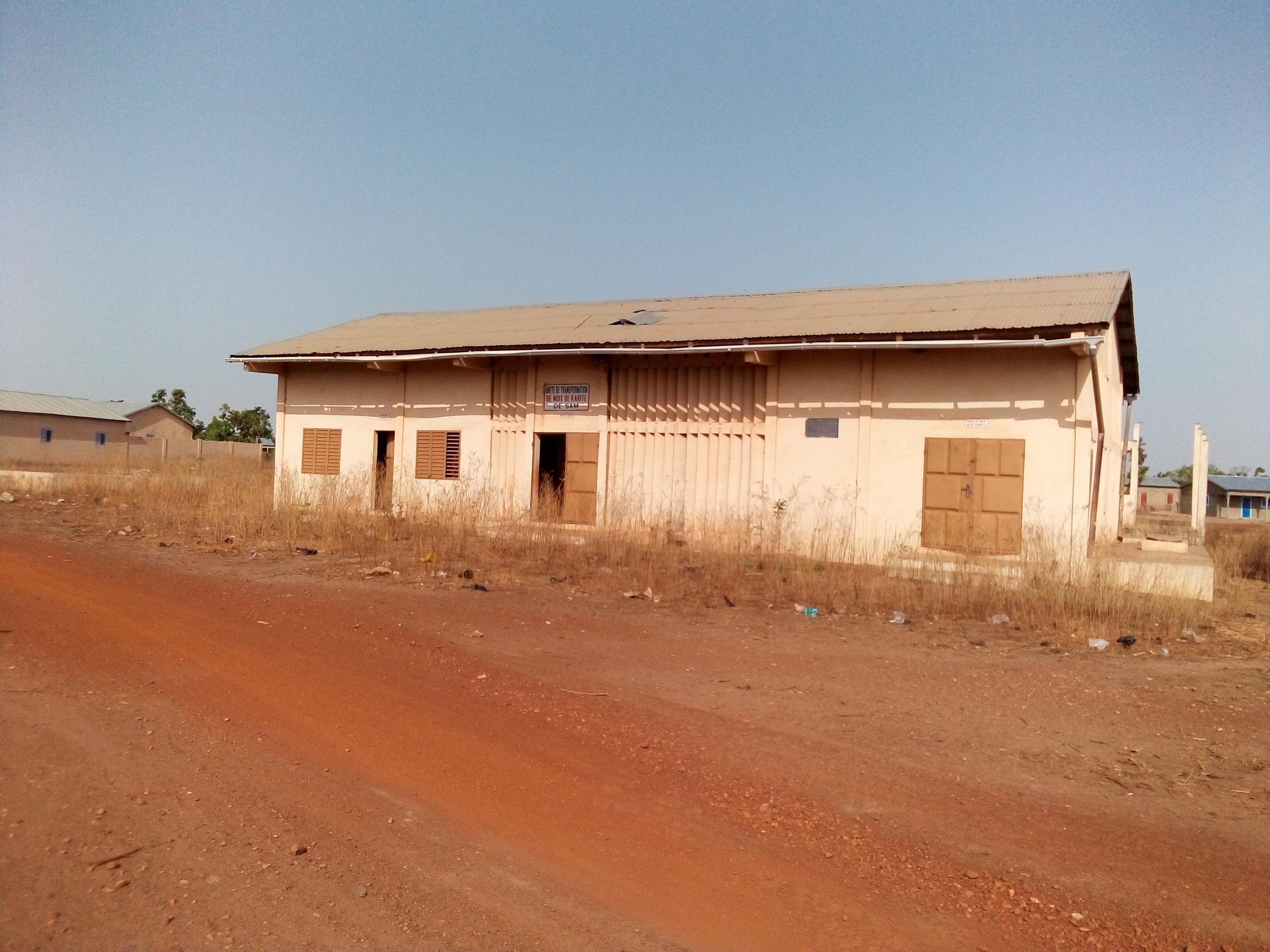
Bâtiment de l'ancienne usine de transformation des noix de Karité de SAM

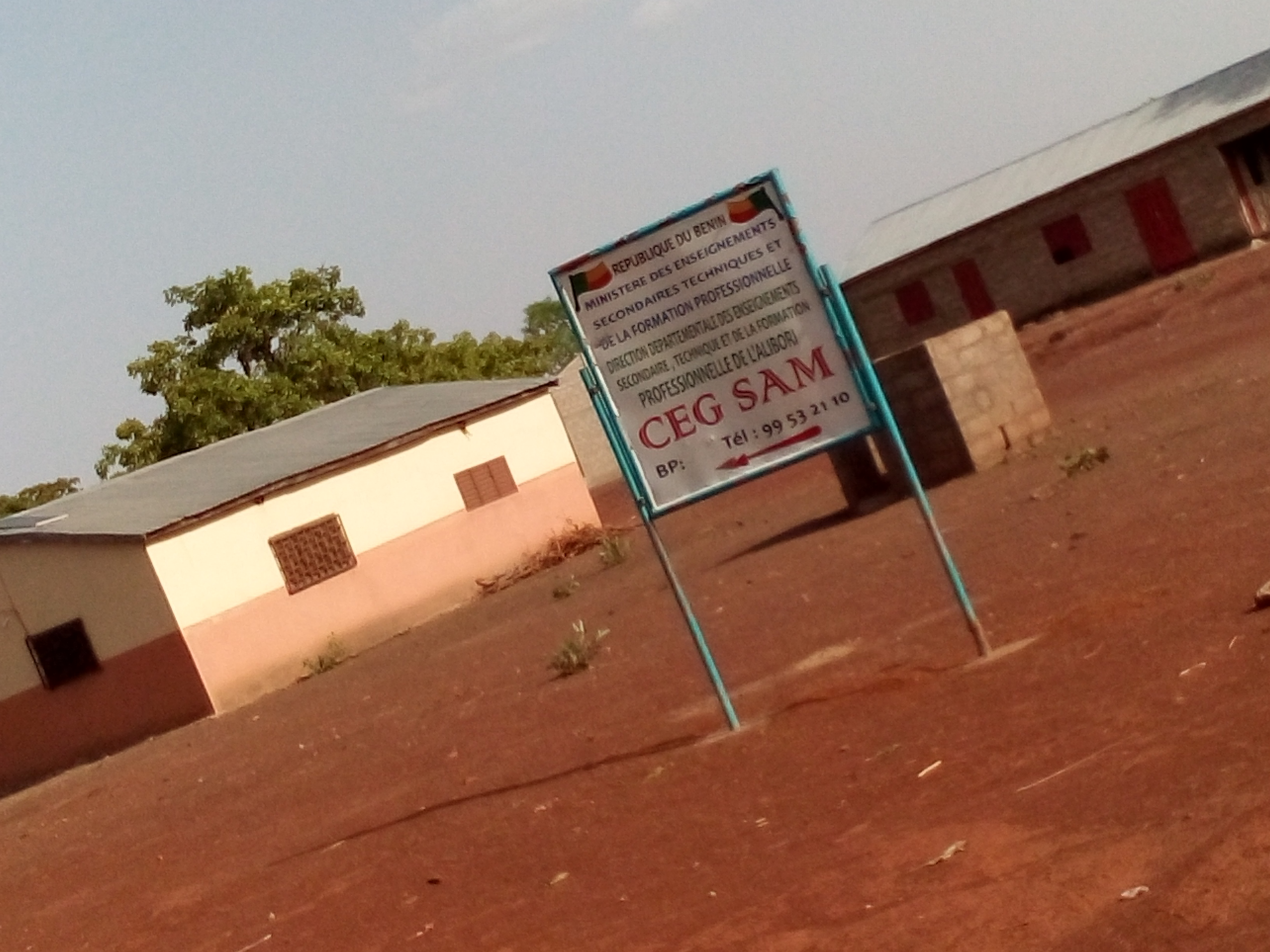
Collège d'enseignement général

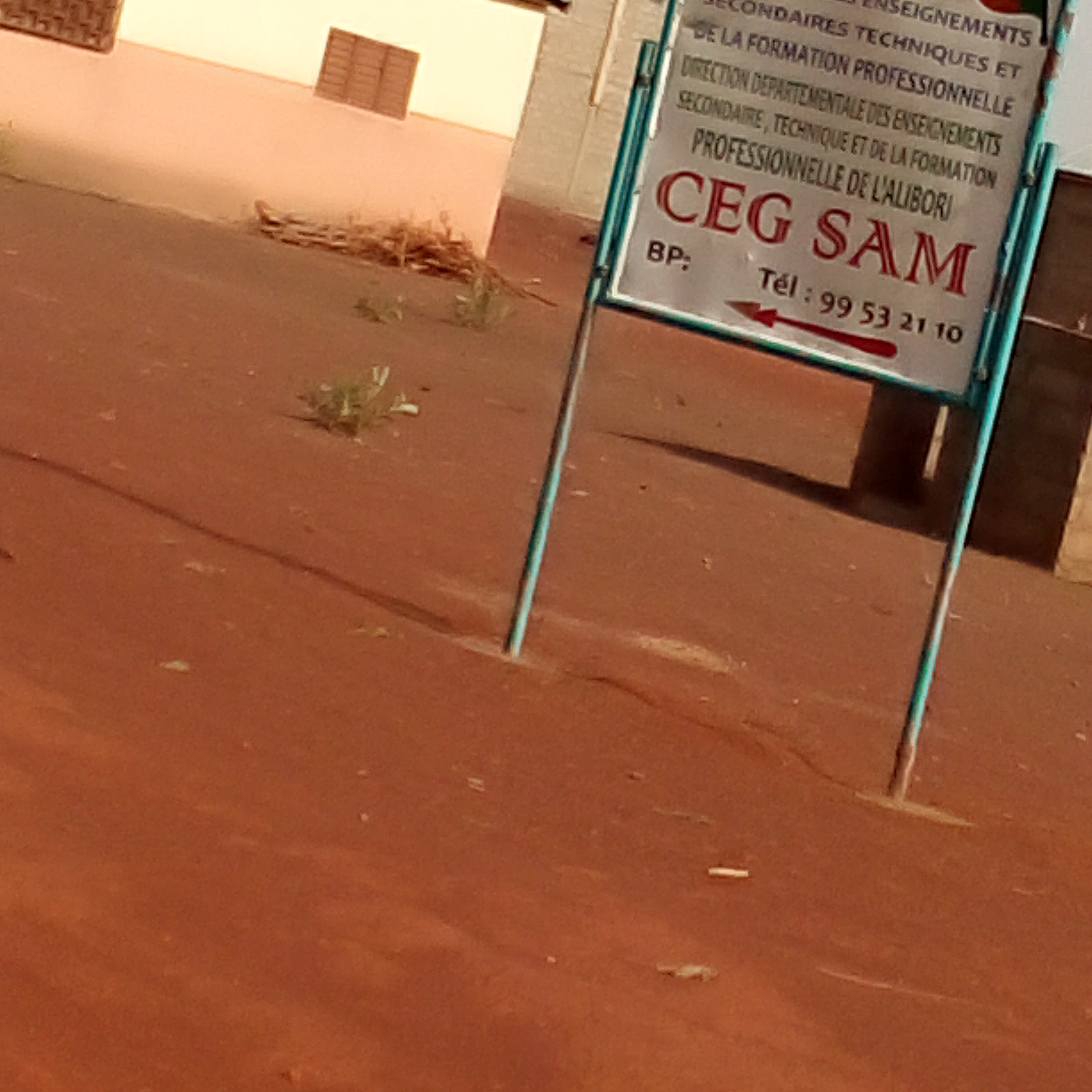
CEG de SAM

## Population
Selon le recensement général de la population et de l'habitation (RGPH4) de l'institut national de la statistique et de l'analyse économique (INSAE) au Bénin en 2013, la population de sam s'élève à 22 762  habitants dont 11 112 hommes et 11 650 femmes.